# Tyrolka

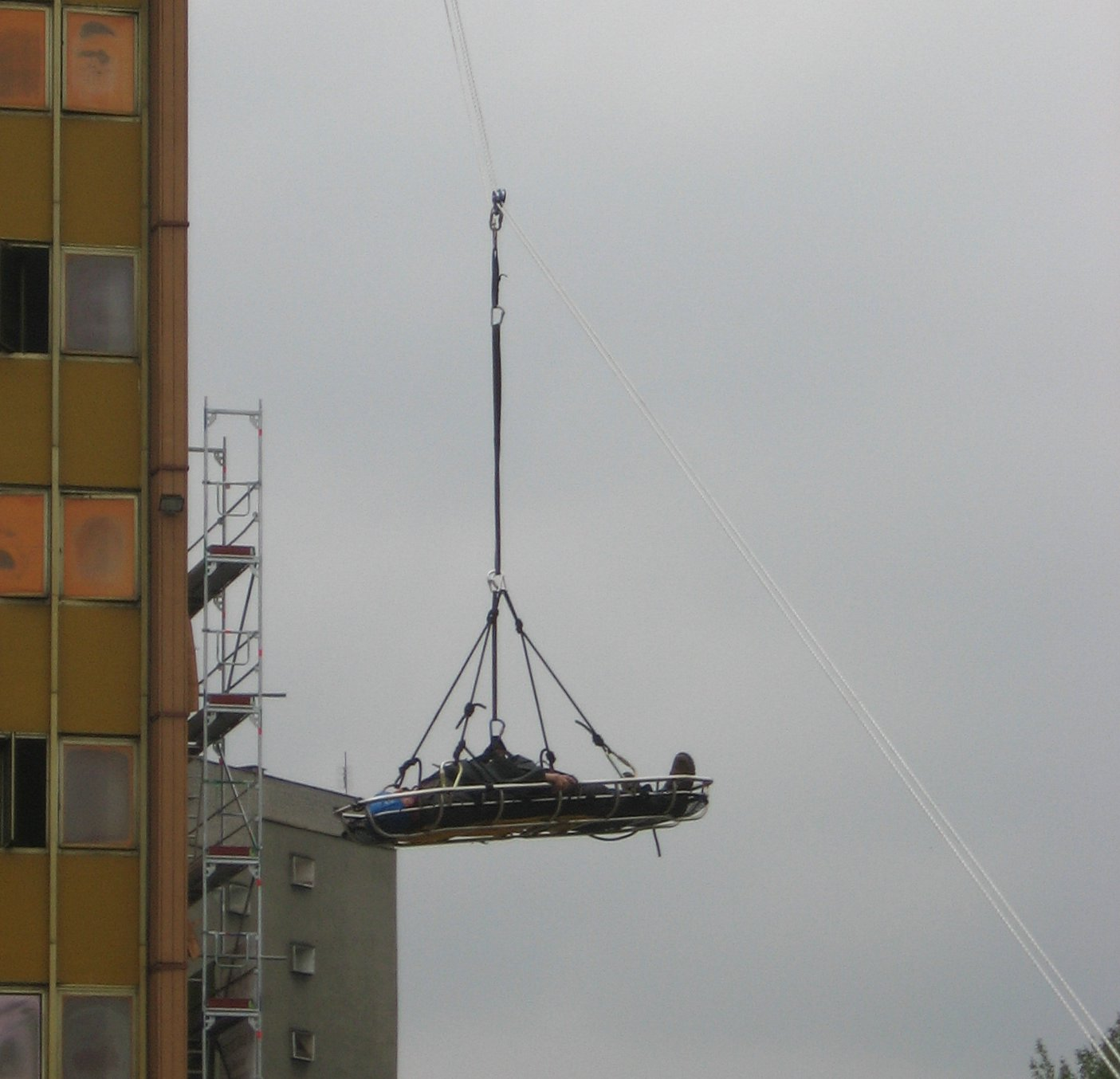
Ewakuacja człowieka w pozycji leżącej przy pomocy kolejki tyrolskiej

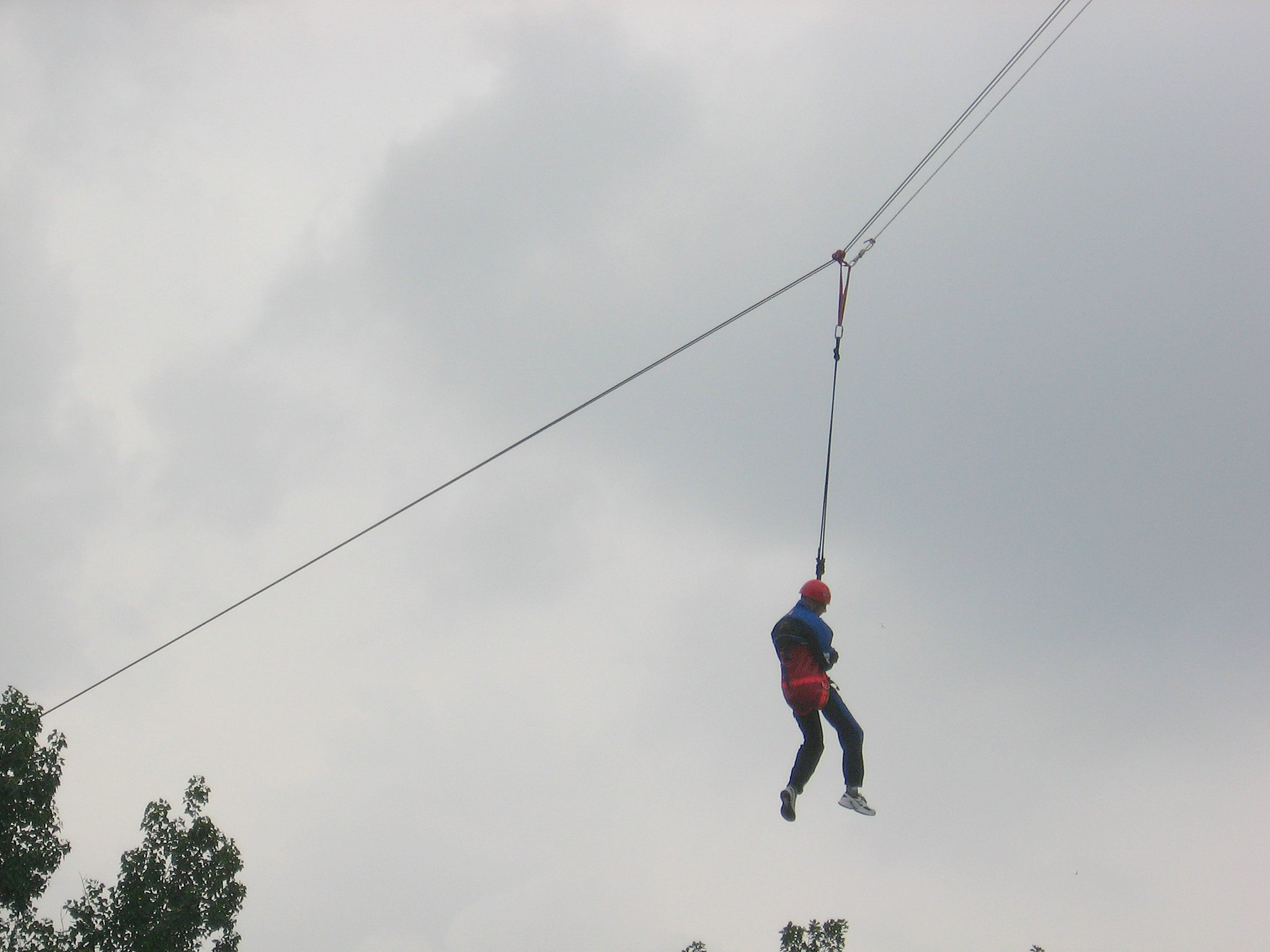
Zjazd w "chuście" (specjalnym siodełku)

Tyrolka, kolejka tyrolska – szczególny przypadek trawersu linowego.
Metoda pokonywania odcinków terenu pozbawionego wystarczającej rzeźby, w szczególności przepaści, wąwozów i studni w jaskiniach za pomocą podpięcia wspinacza w uprzęży do wstępnie napiętej liny nośnej rozpiętej między dwoma stanowiskami położonymi w przybliżeniu na jednakowej bądź różnej wysokości.
Kolejka tyrolska wykorzystywana może także być do ewakuacji osób poszkodowanych lub zagrożonych z miejsc trudno dostępnych, w tym także w miastach, m.in. z wysokich budynków, np. objętych pożarem, a także do transportu ładunków.